# Panulirus cygnus
Panulirus cygnus är en kräftdjursart som beskrevs av George 1962. Panulirus cygnus ingår i släktet Panulirus och familjen Palinuridae. IUCN kategoriserar arten globalt som livskraftig. Inga underarter finns listade i Catalogue of Life.